# Schenella romana
Schenella romana är en svampart som först beskrevs av Quadr., och fick sitt nu gällande namn av Estrada & Lado 2005. Schenella romana ingår i släktet Schenella och familjen jordstjärnor.   Inga underarter finns listade i Catalogue of Life.